# Miharaïta
La miharaïta és un mineral de la classe dels sulfurs. Va rebre el seu nom l'any 1980 per la seva localitat tipus, la mina Mihara, al Japó.

## Característiques
La miharaïta és un sulfur de fórmula química Cu₄FePbBiS₆. Cristal·litza en el sistema ortoròmbic. La seva duresa a l'escala de Mohs és 4.
Segons la classificació de Nickel-Strunz, la miharaïta pertany a «02.LB - Sulfosals sense classificar, amb Pb essencial» juntament amb els següents minerals: ardaïta, launayita, madocita, playfairita, sorbyita, sterryita, larosita, petrovicita, mazzettiïta i crerarita.

## Formació i jaciments
Va ser descoberta l'any 1980 a la mina Mihara, a la ciutat d'Ihara de la Prefectura d'Okayama (Regió de Chugoku, Japó). Sol trobar-se associada a altres minerals com la wittichenita, la bornita, la calcopirita i la galena.